# 幻奏咖啡廳-Enchante-
《幻奏咖啡廳-Enchante-》是由Idea Factory制作發行的戀愛冒險遊戲，在2019年10月於日本首次發行。
繁体中文版预定由Game Source Entertainment（GSE）于2020年於12月發行。《幻奏咖啡廳》为GSE继《虔誠之花的晚鐘 -ricordo-》后，又一款引入的Idea Factory「Otomate」品牌乙女游戏。。